# Blaine Willenborg
Blaine Willenborg (Miami, 4 gennaio 1960) è un ex tennista statunitense.

## Carriera
In carriera ha vinto 7 titoli di doppio, tutti sulla terra battuta. Nei tornei del Grande Slam ha ottenuto il suo miglior risultato raggiungendo i quarti di finale di doppio all'Open di Francia nel 1985, 1987 e 1989 e agli US Open nel 1988, e di doppio misto all'Open di Francia nel 1989.

## Statistiche

### Doppio

#### Vittorie (7)
| Numero | Anno | Torneo                                            | Superficie  | Compagno         | Avversari in finale              | Punteggio     |
| 1.     | 1983 | Geneva Open, Ginevra                              | Terra rossa | Stanislav Birner | Joakim Nyström Mats Wilander     | 6–1, 2–6, 6–3 |
| 2.     | 1984 | Campionati Internazionali di Sicilia, Palermo     | Terra rossa | Tomáš Šmíd       | Claudio Panatta Henrik Sundström | 6-7, 6-3, 6-0 |
| 3.     | 1984 | Bordeaux Open, Bordeaux                           | Terra rossa | Pavel Složil     | Loic Courteau Guy Forget         | 6-1, 6-4      |
| 4.     | 1986 | Athens Open, Atene                                | Terra rossa | Libor Pimek      | Carlos Di Laura Claudio Panatta  | 5–7, 6–4, 6–2 |
| 5.     | 1987 | BMW Open, Monaco di Baviera                       | Terra rossa | Jim Pugh         | Sergio Casal Emilio Sánchez      | 7-6, 4-6, 6-4 |
| 6.     | 1987 | U.S. Men's Clay Court Championships, Indianapolis | Terra rossa | Laurie Warder    | Joakim Nyström Mats Wilander     | 6-0, 6-3      |
| 7.     | 1989 | ATP Firenze, Firenze                              | Terra rossa | Mike De Palmer   | Pietro Pennisi Simone Restelli   | 4-6, 6-4, 6-4 |